# San Callisto
San Callisto är en kyrkobyggnad i Rom, helgad åt den helige påven Calixtus I. Kyrkan är belägen vid Piazza di San Calisto i Rione Trastevere och tillhör församlingen Santa Maria in Trastevere.
Enligt traditionen uppfördes kyrkan på platsen för Calixtus I:s martyrium. Kyrkan byggdes om år 741 under påve Gregorius III. Fasaden i ungbarock är ritad av Orazio Torriani. I kapellet invigt åt den helige Maurus finns två marmoränglar, attribuerade åt Bernini.

## Titelkyrka
San Callisto stiftades som titelkyrka av påve Leo X år 1517.
Kardinalpräster under 1900- och 2000-talet
- Agostino Ciasca (1899–1902)
- Carlo Nocella (1903–1908)
- Antonio Vico (1912–1915)
- Alessio Ascalesi (1916–1952)
- Marcello Mimmi (1953–1958)
- Alfonso Castaldo (1958–1966)
- Corrado Ursi (1967–2003)
- Vakant (2003–2012)
- Willem Jacobus Eijk (2012–)